# Eugnathia
Eugnathia é um gênero de traça pertencente à família Arctiidae.